# Thérence Sinunguruza
Thérence Sinunguruza (Rurtyazo, Kayokwe, Provincia de Mwaro, 2 de agosto de 1959 - Buyumbura, 8 de mayo de 2020) fue un político burundés.

## Biografía

### Educación y primeros años
Estudió Derecho en la Universidad de Burundi. Después de terminar la carrera y el máster fue nombrado vicepresidente de la Corte Suprema de Burundi a finales de los años ochenta,llegando a presidir la Corte en 1990.

### Carrera política
Miembro activo del partido Unión para Progreso Nacional (UPRONA), fue miembro del Parlamento de 2005 al 2010. Así mismo, ocupó varios cargos ministeriales: Ministro de Reformas Institucionales (del 1994 al 1996), Ministro de Justicia (del 1997 al 2001) y Ministro de Relaciones Exteriores (del 2001 al 2005). También fue embajador de Burundi en las Naciones Unidas del 1993 al 1994.
Después de que el presidente Pierre Nkurunziza fuese reelegido para un segundo plazo en 2010, fue nombrado como Vicepresidente Primero de Burundi, encargado de asuntos políticos, administrativos y de seguridad. Ocupó el cargo hasta 2013.

## Vida personal
Perteneció a la tribu Tutsi. Estaba casado con Odette Ndikumagenge, el matrimonio tuvo cuatro hijos.
Falleció a los sesenta años el 8 de mayo de 2020 en Buyumbura a causa de una enfermedad.